# Richard Smalley
Richard Errett Smalley (6 juin 1943 à Akron, Ohio, États-Unis - 28 octobre 2005 à Houston, Texas, États-Unis) est un chimiste américain. Robert Curl, Harold Kroto et lui sont colauréats du prix Nobel de chimie de 1996 « pour leur découverte des fullerènes ».

## Biographie
Smalley est un étudiant en chimie de l'université du Michigan et de l'université de Princeton (New Jersey), où il a obtenu son PhD en 1973, puis enseignant à partir de 1976 à l'université Rice (Texas).
La découverte des fullerènes a pour origine l'observation via un radiotélescope par le chimiste et astrophysicien Harold Kroto, qui constate sur ses clichés « une raie caractéristique » du carbone, qui ne correspond à aucune de ses formes connues. Ce phénomène restera inexpliqué jusqu'en 1984 quand il rencontre Robert Curl lors d'un congrès consacré aux structures moléculaires qui lui fait découvrir un laser pulsé, qu'il utilise avec Richard Smalley. Ils fabriquent rapidement les premières molécules de carbone 60, aux applications prometteuses, mais non encore concrétisées.

## Distinctions et récompenses
- 1993 : Médaille William-H.-Nichols
- 1996 : Médaille Franklin
- 1996 : prix Nobel de chimie